# Machiavelism
Machiavelism  este definit în general ca filosofia politică a diplomatului din perioada Renașterii italiene, Niccolò Machiavelli, fiind asociată de obicei cu realismul în politicile externe și interne și cu perspectiva că cei care conduc guvernele trebuie să prioritizeze stabilitatea regimului în detrimentul preocupărilor etice. Nu există un consens academic privind natura exactă a filosofiei lui Machiavelli sau intențiile sale în operele sale. Termenul „machiavelism” a apărut pentru prima dată în limba engleză în 1607, datorită popularității lui Machiavelli, fiind adesea folosit ca sinonim pentru politici guvernamentale nesavurabile.
În psihologie, cuvântul descrie însă un alt concept: o trăsătură de personalitate marcată de tendința de a manipula, indiferență față de principii morale, absență de empatie și o preocupare raționalizată pentru beneficiul propriu.

## Prezentare generală

### Principele
După exilul său din viața politică în 1512, Machiavelli s-a dedicat scrisului, ceea ce a dus la publicarea celei mai cunoscute opere a sale, Principele. Cartea a devenit infamă pentru recomandările sale către conducătorii absoluți să fie pregătiți să acționeze în moduri necinstite, cum ar fi recurgerea la fraudă și trădare, eliminarea oponenților politici și utilizarea fricii ca mijloc de control al supușilor. Viziunea lui Machiavelli că dobândirea și menținerea unui stat necesită mijloace rele a fost remarcată ca tema principală a tratatului. El a devenit infam pentru acest sfat, atât de mult încât adjectivul „machiavelic” a ajuns ulterior să descrie un tip de politică care este „marcat de viclenie, duplicitate sau rea-credință”.
Republicanism și alte idei
Deși Machiavelli a devenit cunoscut în special pentru lucrarea sa despre principate, cealaltă sa lucrare majoră, Discursurile asupra lui Liviu, s-a concentrat în principal pe guvernarea republicană și pe recomandările sale pentru o republică bine organizată. Machiavelli a subliniat modul în care republicile libere au structuri de putere superioare principatelor. De asemenea, a evidențiat avantajele unui guvern republican în comparație cu un singur conducător. Cu toate acestea, afirmațiile sale mai controversate despre politică pot fi găsite și în alte lucrări. De exemplu, Machiavelli notează că uneori mijloace extraordinare, cum ar fi violența, pot fi folosite pentru reordonarea unui oraș corupt. Într-un pasaj, el îl laudă pe Romulus, care și-a ucis fratele și co-conducătorul pentru a avea puterea de a fonda orașul Roma. În alte pasaje, el acționează uneori în mod explicit ca sfătuitor al tiranilor.
Unii savanți au afirmat chiar că scopul republicii sale ideale nu diferă semnificativ de principatul său, deoarece ambele se bazează pe măsuri destul de nemiloase pentru mărire și imperiu.
Într-un pasaj din Principele, Machiavelli subminează sfatul dat de Cicero de a evita duplicitatea și violența, spunând că prințul ar trebui să „fie vulpea pentru a evita cursele și leul pentru a înfrânge lupii”. Aceasta a devenit una dintre cele mai notabile afirmații ale lui Machiavelli.
Deoarece cruzimea și înșelăciunea joacă roluri atât de importante în politica sa, nu este neobișnuit ca probleme conexe — cum ar fi crima și trădarea — să apară cu regularitate.
Propriul concept al lui Machiavelli despre virtute, pe care îl numește „virtù”, este original și este văzut de obicei de către savanți ca diferit de perspectivele tradiționale ale altor filosofi politici. Virtù poate consta în orice calitate care, în momentul respectiv, ajută un conducător să-și mențină statul, chiar și disponibilitatea de a recurge la rău atunci când este avantajos.
Datorită analizei controversate a politicii din tratatul său, în 1559, Biserica Catolică a interzis Principele, incluzându-l pe Index Librorum Prohibitorum.
Machiavelli a criticat și a respins gândirea biblică și creștină clasică, considerând că aceasta celebra umilința și lucrurile din lumea cealaltă, făcând astfel pe italienii vremii sale „slabi și efeminați”. Deși apartenența religioasă a lui Machiavelli a fost dezbătută, se presupune că avea o părere proastă despre creștinismul contemporan.
Savanții au observat că Machiavelli oferă un cadru pentru construcția statului conceput special pentru menținerea guvernelor. Pentru unii, ideile sale pun adesea deoparte doctrinele tradiționale, concentrându-se în schimb pe o abordare originală a guvernării. Machiavelli se concentrează de obicei pe cele mai extreme evenimente din istorie, cum ar fi întemeierea societăților și guvernelor umane. El consideră că ideile avute de conducătorii vremii sale le-au afectat capacitatea de a guverna eficient.
Machiavelli subliniază originalitatea efortului său în mai multe instanțe. Mulți savanți notează că Machiavelli pare deosebit de original și că acționează adesea „fără nicio considerație” pentru predecesorii săi. Unii interpreți l-au numit chiar inițiatorul filosofiei contemporane. Cu toate acestea, toți gânditorii se angajează într-o oarecare măsură cu predecesorii lor, chiar și (sau poate mai ales) cei care încearcă să nu fie de acord fundamental cu gândurile anterioare. Prin urmare, chiar și cu o figură aparent inovatoare precum Machiavelli, savanții au analizat mai profund lucrările sale pentru a lua în considerare posibile influențe istorice și filosofice. Deși Machiavelli a examinat umaniștii antici, nu îi citește frecvent ca autorități. În vremea sa, cea mai frecvent citată discuție despre virtuțile clasice era Cartea 1 din De officiis de Cicero. Cu toate acestea, Cicero nu este menționat în Principele și este menționat doar de trei ori în Discursuri. Machiavelli susține că toate guvernele ar trebui să se concentreze pe fundamentul statelor lor, sfaturile sale având ca scop asigurarea stabilității și longevității regimului specific la care se referea.

### Recepția lui Machiavelli
Anti-Machiavelism
La sfârșitul anilor 1530, imediat după publicarea Principele, filosofia lui Machiavelli a fost văzută ca o ideologie imorală care a corupt politica europeană. Reginald Pole a citit tratatul în timp ce se afla în Italia și a comentat: „Am considerat că această carte a fost scrisă de un inamic al umanității. Ea explică fiecare mijloc prin care religia, justiția și orice înclinație către virtute ar putea fi distruse”. Operele lui Machiavelli au fost primite în mod similar de alți autori europeni populari, în special în Anglia elisabetană. Dramaturgii englezi William Shakespeare și Christopher Marlowe și-au încorporat vederile în unele dintre operele lor. Personajul titular al lui Shakespeare, Richard III, se referă la Machiavelli în Henric al VI-lea, Partea a III-a, ca la „Machiavel criminal”.
Anti-Machiavel este un eseu din secolul al XVIII-lea scris de Frederic cel Mare, regele Prusiei și patronul lui Voltaire, care respinge Principele. A fost publicat pentru prima dată în septembrie 1740, la câteva luni după ce Frederic a devenit rege. Denis Diderot, filosoful francez, considera machiavelismul drept „un tip abominabil de politică” și „arta tiraniei”.<ref>Diderot, Denis (atribuit de Jacques Proust). „Machiavelism”. The Encyclopedia of Diderot & d'Alembert Collaborative Translation Project. Tradus de Timothy Cleary. Ann Arbor: Michigan Publishing, University of Michigan Library, 2004. Trad. din „Machiavelisme”, Encyclopédie ou Dictionnaire raisonné des sciences, des arts et des métiers, vol. 9. Pa
1. ↑  "Machiavelismul este un tip radical de realism politic aplicat atât afacerilor interne, cât și internaționale."
  - Korab-Karpowicz, W. Julian, "Political Realism in International Relations", The Stanford Encyclopedia of Philosophy (Winter 2023 Edition), Edward N. Zalta & Uri Nodelman (eds.),
2. ↑  Meinecke, Friedrich (1957). Machiavellism: The Doctrine of Raison d'État and Its Place in Modern History. Yale University Press. p. 36.
3. 1 2  „Definition of MACHIAVELLIANISM”. www.merriam-webster.com (în engleză). Accesat în 7 noiembrie 2018.
4. ↑  De exemplu, Benedetto Croce a afirmat odată că Machiavelli este un "enigma care nu va fi niciodată rezolvată".

Interpreting Modern Political Philosophy: From Machiavelli to Marx, pg. 40
5. ↑  „Machiavelli, Niccolò | Internet Encyclopedia of Philosophy” (în engleză). Accesat în 19 aprilie 2024.
6. ↑  Evrigenis, I. D., & Somos, M. (2011). Wrestling with Machiavelli. History of European Ideas, 37(2), 85-93.
7. ↑  Brown, Garrett W.; McLean, Iain; McMillan, Alistair (6 ianuarie 2018). The Concise Oxford Dictionary of Politics and International Relations. Oxford University Press. ISBN 978-0-19-254584-8.
8. ↑  Furnham, A., Richards, S. C., & Paulhus, D. L. (2013). The Dark Triad of personality: A 10 year review. Social and personality psychology compass, 7(3), 199-216.
9. ↑  Principele, în special capitolele VIII, XVII și XVIII
10. ↑  Strauss, Leo; Cropsey, Joseph (15 iunie 2012). History of Political Philosophy (în engleză). University of Chicago Press. p. 301. ISBN 9780226924717.
11. ↑  "Nu vom șoca pe nimeni, ci ne vom expune doar la ridicul inofensiv dacă ne declarăm înclinați spre părerea veche și simplă conform căreia Machiavelli a fost un învățător al răului." -Leo Strauss, Thoughts on Machiavelli
12. ↑  „Definition of MACHIAVELLIAN”. www.merriam-webster.com (în engleză). Accesat în 26 februarie 2019.
13. ↑  Mansfield, Harvey C. (25 februarie 1998). Machiavelli's Virtue (în engleză). University of Chicago Press. ISBN 9780226503721.
14. ↑  Mansfield, Harvey C. (15 aprilie 2001). Machiavelli's New Modes and Orders: A Study of the Discourses on Livy (în engleză). University of Chicago Press. ISBN 9780226503707.
15. ↑  „Niccolo Machiavelli | Biography, Books, Philosophy, & Facts”. Encyclopedia Britannica (în engleză). Accesat în 22 februarie 2019.
16. ↑  „Discourses on Livy: Book 1”. Arhivat din original la 12 august 2018.
17. ↑  Strauss, Leo (4 iulie 2014). Thoughts on Machiavelli (în engleză). University of Chicago Press. ISBN 9780226230979. pg. 48
18. ↑  Machiavelli, Niccolò, Discursurile asupra lui Liviu, trad. de Harvey Mansfield. Cap. 16
19. ↑  Vezi eseuul lui Harvey Mansfield și Nathan Tarcov de la începutul traducerii lor a Discursurilor.
20. ↑  Rahe, Paul A. (14 noiembrie 2005). Machiavelli's Liberal Republican Legacy (în engleză). Cambridge University Press. ISBN 9781139448338.
21. ↑  Skinner, Quentin (12 octombrie 2000). Machiavelli: A Very Short Introduction (în engleză). OUP Oxford. ISBN 9780191540349.
22. ↑  „Niccolò Machiavelli, The Internet Encyclopedia of Philosophy”.
23. ↑  Mansfield, Harvey C. (25 februarie 1998). Machiavelli's Virtue (în engleză). University of Chicago Press. ISBN 9780226503721.
24. ↑  Hulliung, Mark (5 iulie 2017). Citizen Machiavelli (în engleză). Routledge. ISBN 9781351528481.
25. ↑  Skinner, Quentin (12 octombrie 2000). Machiavelli: A Very Short Introduction (în engleză). OUP Oxford. ISBN 9780191540349.
26. ↑  „Discourses on Livy: Book 2 Chapter 2”. www.constitution.org. Accesat în 5 mai 2019.
27. ↑  Mansfield, Harvey C. (25 februarie 1998). Machiavelli's Virtue (în engleză). University of Chicago Press. ISBN 9780226503721.
28. ↑  Vezi, de exemplu, Mark Hulliung, Citizen Machiavelli, pg. 55
29. ↑  Strauss, Thoughts on Machiavelli, pg. 18
30. ↑  Discursurile asupra lui Liviu, cartea 3, capitolul 27
31. ↑  Mansfield, Machiavelli's Virtue, pg. ix (Introducere)
32. ↑  Berlin, I. (2014). „Originalitatea lui Machiavelli”. În Reading Political Philosophy (pp. 43-58). Routledge.
33. ↑  Niccolò Machiavelli, Internet Encyclopedia of Philosophy
34. ↑  Pedullà, G. (2018). Machiavelli in Tumult: The Discourses on Livy and the Origins of Political Conflictualism. Cambridge University Press.
35. ↑  Benner, Erica (28 noiembrie 2013). Machiavelli's Prince: A New Reading (în engleză). OUP Oxford. ISBN 9780191003929.
36. ↑  „Anti-Machiavel | treatise by Frederick the Great”. Encyclopedia Britannica (în engleză). Accesat în 16 aprilie 2019.